# Intensità acustica
L'intensità acustica o sonora è una grandezza fisica definita come il rapporto tra la potenza di un'onda sonora e l'area della superficie che da essa viene attraversata; oppure come l'energia che nell'unità di tempo attraversa l'unità di superficie posta in un punto perpendicolarmente alla direzione di propagazione del suono.
{\displaystyle I={\frac {P}{S}}}
Nel Sistema internazionale l'intensità acustica si misura in watt al metro quadrato, in simboli W/m2.
L'intensità acustica è legata in modo indiretto al volume sonoro, ossia la qualità che distingue i suoni in deboli da quelli forti, grandezza legata alla psicoacustica.
L'orecchio umano è in grado di percepire intensità acustiche che variano in un intervallo molto grande (12 ordini di grandezza): si definisce soglia di udibilità il valore  I = 10−12 W/m2 al di sotto del quale non è più possibile percepire alcun rumore, mentre si chiama soglia del dolore il valore I = 1 W/m2 al di sopra del quale si inizia a provare dolore fisico.
Vista l'ampia escursione delle intensità acustiche dei suoni udibili, si utilizza convenzionalmente una scala logaritmica (che possiede come punto di riferimento il valore della soglia dell'udibilità) definita livello di intensità acustica (Intensity level, IL), o livello sonoro, spesso misurata in decibel:
{\displaystyle L=10\log _{10}{\frac {I}{I_{o}}}{dB}}
Essendo l'intensità definita come il rapporto tra la potenza propagata dall'onda e la superficie che essa attraversa, nel caso di onde sferiche l'intensità è definita come:{\displaystyle I={P \over {4\pi r^{2}}}}

## Definizione matematica
L'intensità acustica, indicata con I, è definita dalla formula
{\displaystyle \mathbf {I} =p\mathbf {v} }
dove
- p è la pressione acustica;
- v è la velocità delle particelle.

Sia I che v sono vettori, quindi hanno entrambi una direzione oltre che un modulo. La direzione dell'intensità acustica è la direzione media dell'energia sonora in questione.
L'intensità acustica media durante il tempo T è data da
{\displaystyle \langle \mathbf {I} \rangle ={\frac {1}{T}}\int _{0}^{T}p(t)\mathbf {v} (t)\,\mathrm {d} t.}